# Konnichiwa Anne: Before Green Gables
Konnichiwa Anne: Before Green Gables (こんにちは アン 〜Before Green Gables, Konnichiwa An 〜Bifō Guriin Gēburusu, traduzido como "Olá Anne: Antes do Frontão Verde”), é a vigésima sexta série de anime produzida pela Nippon Animation como parte da World Masterpiece Theater. A série é uma adaptação Canadense da Literatura infantojuvenil do autor Budge Wilson do romance Before Green Gables, que foi traduzido para o japonês como Konnichiwa Anne (こんにちは アン) por Akiko Usagawa. Ele narra os primeiros anos da personagem principal Anne Shirley como ela perde seus pais e é adotada por Matthew e Marilla Cuthbert.

## Enredo
O ano da Primavera,
E o dia é de manhã;
Na manhã pelas sete;
O lado da colina é a pérola do orvalho;
A cotovia está voando;
O caracol está no pé;
Deus está no Paraíso -
Tudo está bem com o mundo!— Robert Browning, Pippa Passes 
A história se passa na segunda metade do século XIX e conta os primeiros 11 anos da vida de Anne Shirley, antes de sua chegada na casa de Marilla e Matthew Cathbert à Avonlea.
Anne nasceu em Nova Escócia em Bolinghroke por Walter e Bertha Shirley, dois professores do ensino médio, mas depois de apenas três meses ambos os pais morrem de uma doença infecciosa. A pequena, não tendo outros parentes, à Joanna Thomas é confiada, a ex-governante de Shirley, onde viveu sua infância não muito feliz por causa de Bert, o marido alcoólico de Joanna, e Horace, Edward e Harry, os filhos de Thomas, que sempre não considerou como parte integrante da família. Recebeu carinho praticamente apenas de Eliza, a filha mais velha de Thomas, que, no entanto, logo vai sair de casa e foi morar na Inglaterra com o marido.
Após a morte de Bert, atropelado por um trem, a pequena Anne não tem um lar, e à Thomas foi confiado a família Hammond, onde permaneceu alguns anos lidando principalmente com os oito filhos de casa. Quando o Sr. Hammond também morreu de um ataque cardíaco, ela é enviada para um orfanato, onde permaneceu alguns meses antes de ser atribuída de forma permanente para Marilla e Matthew Cuthbert, onde, finalmente, encontram um lar e uma família.
A história termina com o passeio de barco de Anne na Ilha do Príncipe Eduardo e "Green Gables", exatamente a partir de onde a série Ana dos Cabelos Ruivos iniciou-se.

## Produção e desenvolvimento
Introduzido pela Lucy Maud Montgomery, Anne of Green Gables, a série marca o 100º aniversário do lançamento do romance original e os 30 anos da sua adaptação de anime muito popular, Ana dos Cabelos Ruivos, também produzido pela Nippon animação e um dos primeiros pioneiros da série World Masterpiece Theater. A série é narrada por Eiko Yamada, que interpretou Anne no original Akage no Anne.
Durante o desenvolvimento da série, a equipe da Nippon Animation realizou uma pesquisa, visitando uma aldeia histórica no nordeste do Canadá, que formaram a inspiração para Avonlea no romance, indo para casas históricas preservadas desde a época em que o romance se passou e tiraram fotografias, com os membros da equipe do núcleo e designer de personagens e o diretor de animação chefe Takayo Nishimura (diretor chefe da animação anteriormente e designer dos personagens para 5 Centimeters Per Second), baseado nos personagens, adereços e definições sobre eles e também dos livros históricos que ele comprou lá. O pessoal da Nippon Animation seguiram este formato de pesquisa contextual, produzindo outra série World Masterpiece Theater.
A série estreou dia 5 de abril de 2009, e foi ao ar todos os domingos às 19:30 na JST na Fuji Television transmitida no canal BS-Fuji. A partir de maio de 2009, também foi ao ar no canal Animax. As transmissões online na Biglobe foi anunciada, mas acabou por ser suspensa.